# Пирна
Пирна (на немски: Pirna) е град в Германия, административен център на окръг Саксонска Швейцария - Източен Ерцгебирге, провинция Саксония. Към 31 декември 2011 година населението на града е 38 735 души.